# 1998 KF47
1998 KF47 är en asteroid i huvudbältet som upptäcktes den 22 maj 1998 av LINEAR i Socorro County, New Mexico.
Asteroiden har en diameter på ungefär 15 kilometer och den tillhör asteroidgruppen Ashkova.